# 대한뉴팜
대한뉴팜(Daehan Nupharm)은 동물약품사업과 제약업을 영위하는 코스닥 상장 기업이다. 식욕억제제인 페스틴정 이 주력상품이며 식도역류증 등에 사용되는 탐부틴정 등의 상품이 있다.

## 실적
대한뉴팜의 연간 실적은 2012년부터 적자로 전환해 2012년 순이익 -55억원, 2013년 순이익 -20억원으로 좋지 못한 상황이다. 회사측은 2014년 2분기 당기순이익이 전년 동기대비 45% 증가한 6억원을 기록했다고 공시했다.

## 테마주
증시에서 대한뉴팜은 AI 테마주로 분류되곤 한다. 조류인플루엔자(AI)가 유행할 때면 이-글 벳, 제일바이오, 파루 등 AI 관련 테마주들과 함께 비정상적으로 급등락하는 모습을 보인다.

## 신사업
대한뉴팜은 신성장동력 사업으로 2012년 바이오 사업에 뛰어들었다. 현재 한국을 포함한 중국·일본·미국 등 4개국과 공동으로 바이오 의약품 제조공정소재인 프로틴A의 국내 공급계약을 맺고 세포배양용 배지를 제조하고 있다. 세포배양배지란 동물의 세포나 조직 배양에 필요한 성분을 액상이나 분말 형태로 만든 제품이다. 대한뉴팜은 여기에 탄소나노튜브(CNT) 코팅 기술을 접목하는 연구를 하고 있다며, 이 기술을 접목한 제품이 2015년 9월께 나올 것으로 예상한다고 말했다.

## BNG광구 원유 논란
대한뉴팜은 해외자원개발 테마주로 2014년 한동안 팍스넷 종목 검색 랭킹 1위를 차지했다.
대한뉴팜은 2014년 7월에서 8월에 걸쳐 주가가 400% 이상 상승하는 이상 과열 양상을 보였다. 대한뉴팜이 7년전 290억원 가량을 투자한 카자흐스탄의 BNG석유광구에서 원유가 발견됐다는 소식이 주가 급등을 이끌었는데, 그 뉴스를 재료로 2달간 상승세만을 보이며 10,000원 이하였던 주가가 40,000원 이상으로 치솟더니, 그 후 9월 3일부터 갑자기 연이은 하한가로 급락하며 9월 중순에는 최고점 대비 절반 가까운 가격으로 폭락했다.
전문가는 이러한 주가 움직임이 전형적인 작전주의 주가 패턴이라고 분석한다.
회사 측에서는 '거대매장량의 원유를 발견했다'고 주장하지만, 현 단계에서는 매장량에 대해 아무것도 알 수가 없으며 정확한 사실여부는 추후 추가적인 탐사와 전문평가기관의 재평가 등을 기다려야 한다는 점에서 회사 측의 주장은 신뢰성이 떨어진다. 대한민국 최고의 석유 전문가집단인 석유공사측은 2년전 BNG광구 투자를 검토단계에서 중단했으며, 그 이유는 탐사리스크가 높고 경제성 여부와 성공확률이 낮기 때문이라고 밝힌 일이 있다.
언론에서는 이것이 카메룬 다이아몬드 광산 건으로 주가조작 사건을 일으켰던 CNK인터내셔널과 비슷한 경우라는 의심섞인 분석이 보도되었다. 원유, 금광, 다이아몬드 등 해외자원개발 테마는 주가조작에 자주 등장하는 레퍼토리이기 때문이다.
카자흐스탄 BNG 광구를 운영하는 영국의 석유·가스 전문기업 카스피안 선라이즈(Caspian Sunrise Plc)의 지분을 보유하고 있다

## 참고 문헌
1. 1 2  드러그인포
2. ↑  배건우 대한뉴팜 대표, 바이오·에스테틱 사업 키워 내년 세 자릿수 성장 도전, 서울경제 2014/08/06
3. ↑  “팍스넷 종목 랭킹”. 2014년 9월 24일에 원본 문서에서 보존된 문서. 2014년 9월 25일에 확인함.
4. 1 2 3  [종목이슈] 7월이후 400% 폭등, 대한뉴팜에 무슨일이? 2014년 8월 27일, 뉴스핌
5. ↑  "작전을 말한다", 하진수, 참돌, 2013년
6. ↑  박기훈, '대한뉴팜 투자사' 카스피안, BNG 광구서 '일 생산 1000배럴' 석유 찾았다, 프라임경제, 2024.07.11